# Różnicowy GPS

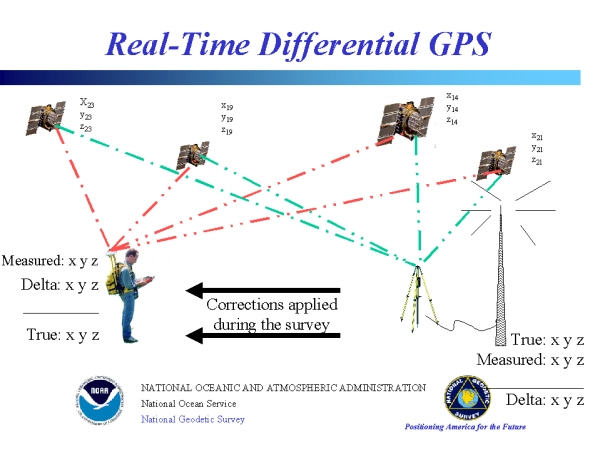
DGPS z poprawkami w czasie rzeczywistym

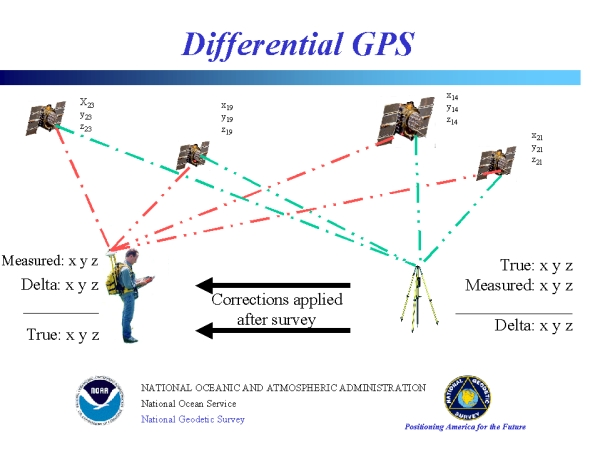
DGPS z poprawkami w post-processingu

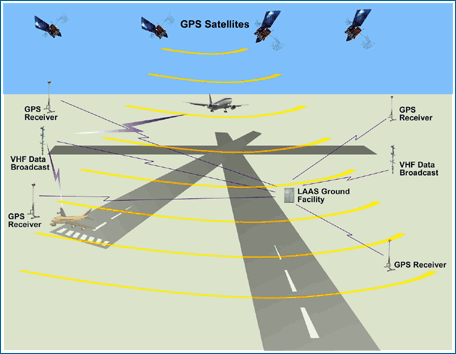
Schemat systemu LAAS

DGPS (ang. Differential Global Positioning System) – technika pomiarów GPS pozwalająca na uzyskanie większej dokładności niż przy standardowym pomiarze jednym odbiornikiem. Metoda ta polega na wykorzystaniu stacji bazowej (tzw. referencyjnej) – odbiornika ustawionego w dokładnie wyznaczonym punkcie (np. przez pomiar geodezyjny), który wyznacza na bieżąco poprawki różnicowe dla poszczególnych satelitów, co pozwala na wyeliminowanie większości błędów (gdyż błędy obserwowane na małym obszarze są skorelowane). Drugi odbiornik (ruchomy) musi mieć możliwość odbioru tych poprawek, np. przez łącze satelitarne, VHF, GPRS/WLAN. Poprawki są transmitowane w formacie RTCM, CMR lub innym. System ten można stosować zarówno w czasie rzeczywistym, jak i przez późniejsze przetworzenie danych.
Metoda ta pozwala na osiągnięcie dokładności rzędu 0,5–2 m. Stosowana jest w rolnictwie precyzyjnym i dynamicznym pozycjonowaniu statku, geodezji i nawigacji.
Błędy eliminowane przez pomiar DGPS:
- błąd zegara satelity
- błąd efemeryd
- selektywna dostępność (wyłączona obecnie)
- opóźnienie jonosferyczne
- opóźnienie troposferyczne

Błędy, których DGPS nie eliminuje:
- szum własny odbiornika
- efekt wielodrogowości sygnału satelitarnego (multipath)

## GBAS (Ground Based Augmentation System) oraz GRAS (Ground-based Regional Augmentation System)
Są to zwykle systemy DGPS na małą skalę, gdy nadajnik korekt znajduje się na ziemi. Zasięg działania takiego systemu zazwyczaj jest ograniczony do 20 km od nadajnika. Przykładem jest amerykański LAAS (ang. Local Area Augmentation System), którego dokładność ma w przyszłości pozwolić na automatyczne lądowanie samolotów sterowanych wyłącznie przez autopilota.

## SBAS (Satellite Based Augmentation System)
Istnieją również systemy różnicowe o dużym zasięgu używające satelitów geostacjonarnych. Przykładami są europejski EGNOS (ang. European Geostationary Navigation Overlay Service), czy też amerykański WAAS (ang. Wide Area Augmentation System). Niskie położenie nad horyzontem w przypadku satelitów geostacjonarnych jest źródłem ograniczonej widoczności tych satelitów w przypadku poruszania się w terenie zabudowanym bądź górzystym. Rozwiązaniem tego problemu ma być system SISNeT, którego zadaniem będzie dostarczenie poprawek różnicowych do odbiornika GPS z wykorzystaniem sieci Internet (poprzez GPRS/3G lub WLAN).